# Harry Jones
Harold "Harry" Alfred Jones (Oakland, 8 de maio de 1895 — Vancouver, 24 de dezembro de 1956) foi um velejador canadense, medalhista olímpico. Ele competiu nos Jogos Olímpicos de Verão de 1932 na classe 8 Metre e conquistou a medalha de prata na disputa realizada a bordo do Santa Maria com Ronald Maitland, Ernest Cribb, Peter Gordon, George Gyles e Hubert Wallace.
Jones estudou na Universidade de Washington e depois trabalhou no negócio da família, que trabalhava com rebocadores. Mais tarde, ele fundou a Vancouver Tugboat Company. Ele ocupou o cargo de Commodore no Royal Vancouver Yacht Club em várias ocasiões, tornando-se membro vitalício honorário em 1953. Ele morreu de um ataque cardíaco em 1956.